# 久米田美穂
久米田 美穂(くめた みほ、1987年12月14日-)は、日本のモデル、歌手。
青森県青森市出身。所属レコード会社は、ジャイロ・ミュージック・エンタテインメント。身長163cm。血液型はB型。
ピチレモンの専属モデルとして活動し、その後、地元の青森を中心としてテレビやラジオなどに出演する。また、同じ青森県出身のバンド、マニ★ラバの「青森駅」「上野駅」のPVに出演するなど幅広く活動。
2007年に上京し、ジャイロ・ミュージック・エンタテインメントに所属し、歌手活動を開始する。その傍ら、同じ事務所であるLOOSELYの「MOTHER」のへの出演するなどしていた。
2008年6月25日にミニアルバムを発売し、CDデビューを果たす。

## 略歴
- 2000年 - ピチレモンの読者モデルオーディションでグランプリとなる。
- 2002年 - ピチレモンの専属モデルとして活動[2]。
- 2007年8月 - ジャイロ・ミュージック・エンターテイメントに所属する[3]。
- 2008年6月25日 - ミニアルバム「JAM」でCDデビュー。
- 2009年5月13日 - ファーストシングル「Step up!!」発売。
- 2015年12月14日 - 28歳の誕生日に入籍[4]。

## ディスコグラフィ

### シングル
1. Step up!!(2009年5月13日) - ファーストシングル。

### アルバム
1. JAM (2008年6月25日) - ファーストミニアルバム。
My Life - 青森朝日放送「第90回全国高校野球青森大会」エンディングテーマ
LOVELY DAY - 青森放送 「今日も!あさぷり」2008年6月度エンディングテーマ
夢列車 - FM青森 「ELMAGA」エンディングテーマ
VOICE - ヴァイオリニストの田中美帆が参加
今すぐKiss Me - リンドバーグのカバー

## 出演

### テレビ
- JAM THE TV (青森朝日放送)
- MONO EXPRESS 2 (青森朝日放送)
- ELM TV (2008年5月3日-、青森放送) - エルムの街の情報を発信しているミニ番組

### ラジオ
- JAM THE MUSIC (FM青森)
- 週刊 MUSIC PUNCH! (FM青森 コーナー「“くめだ”じゃなくて“くめた”です」を担当)
- 久米田美穂のふくしまFM ROCK部 〜クメ流JAM〜 (2008年9月6日-、ふくしまFM)

### CM
- エルムの街

### PV
- マニ★ラバ 「青森駅」(2005年)
- マニ★ラバ 「上野駅」(2006年)
- LOOSELY 「MOTHER」(2008年)

### 映画
- 問題のない私たち (2004年)